# Specie di Petasites
Elenco delle 18 specie di Petasites:
- Petasites albiflorus Kuvaev
- Petasites albus  (L.) Gaertn., 1791
- Petasites anapetrovianus  Kit Tan, Ziel., Vladimir. & Stevan.
- Petasites doerfleri  Hayek
- Petasites fominii  Bordz., 1915
- Petasites formosanus  Kitam., 1933
- Petasites frigidus  (L.) Fr, 1845
- Petasites hybridus subsp.ochroleucus   (Boiss. & A.Huet) Šourek
- Petasites japonicus  (Siebold & Zucc.) Maxim., 1866
- Petasites kablikianus  Tausch ex Bercht., 1851
- Petasites paradoxus  (Retz.) Baumg., 1817
- Petasites pyrenaicus  (L.) G.López, 1985
- Petasites radiatus  (J.F.Gmel.) J.Toman, 1972
- Petasites rubellus  (J.F.Gmel.) Toman, 1972
- Petasites spurius  (Retz.) Rchb., 1854
- Petasites tatewakianus  Kitam., 1940
- Petasites tricholobus  Franch., 1884
- Petasites versipilus  Hand.-Mazz., 1920

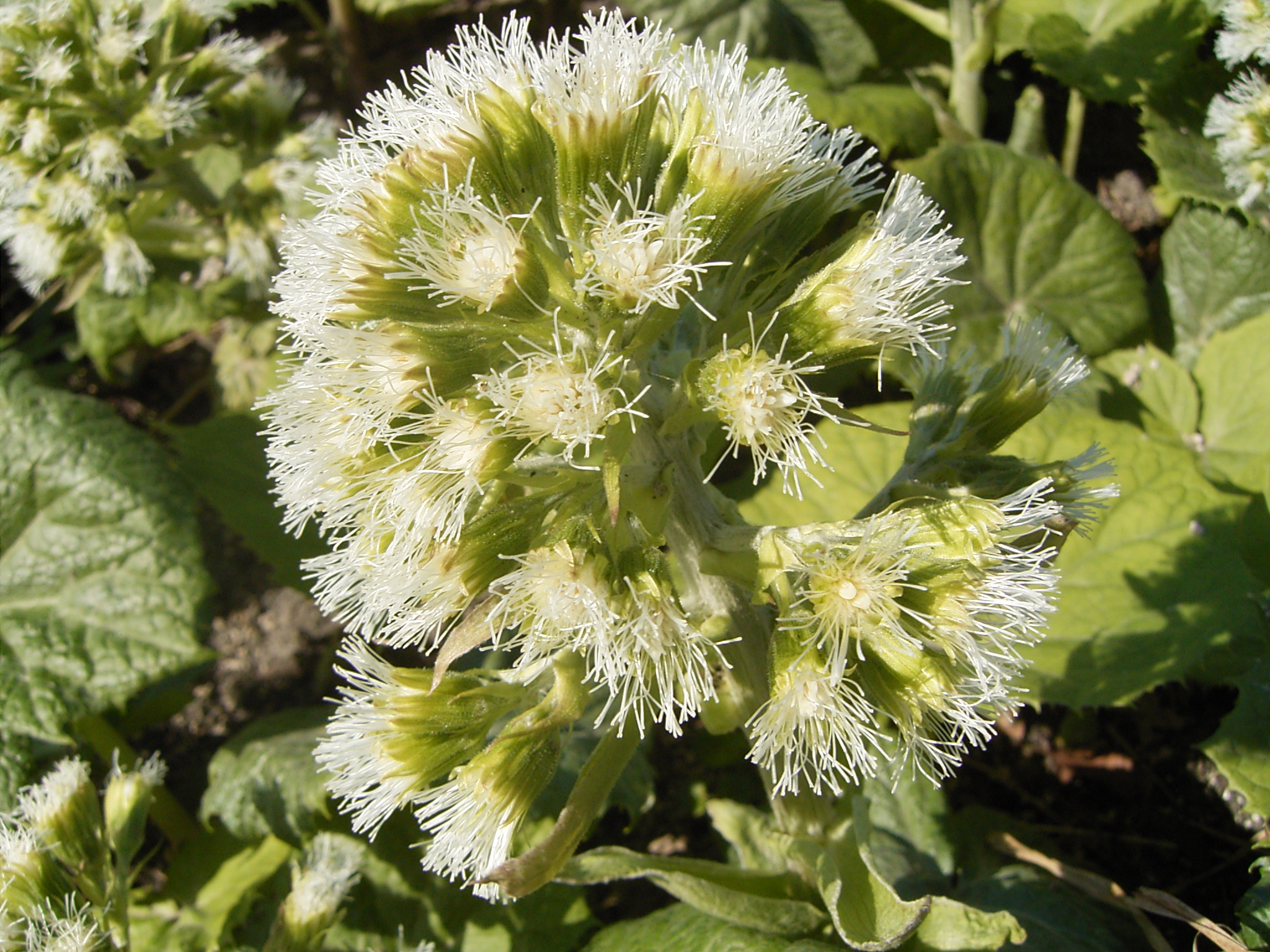
Petasites albus
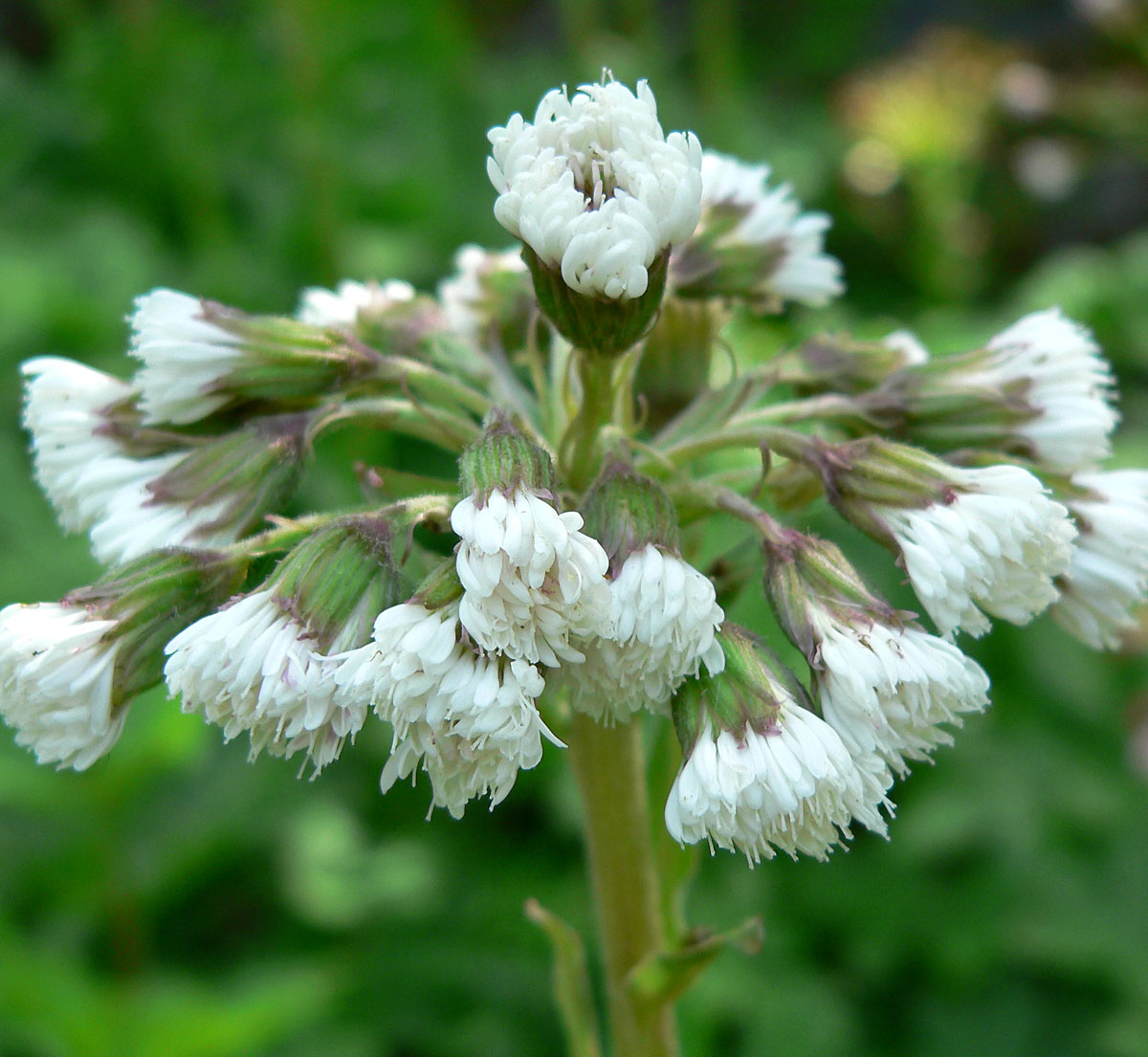
Petasites frigidus
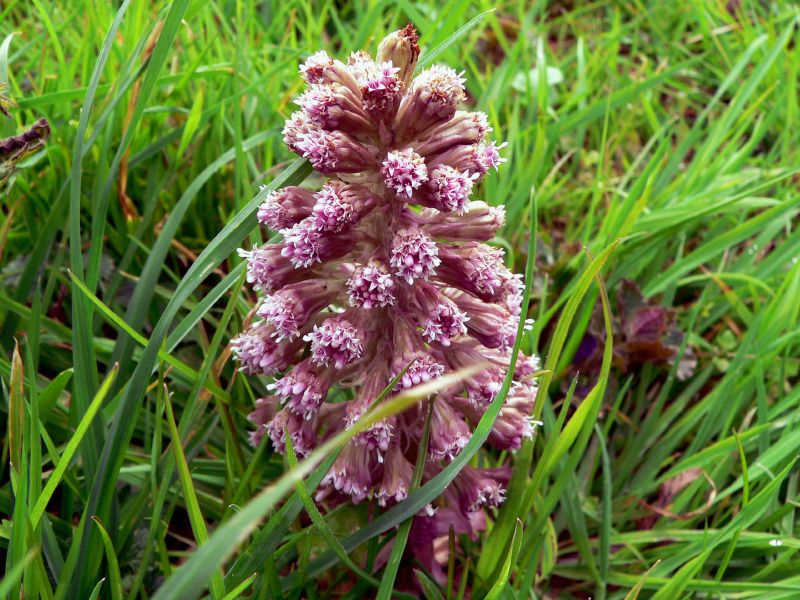
Petasites hybridus
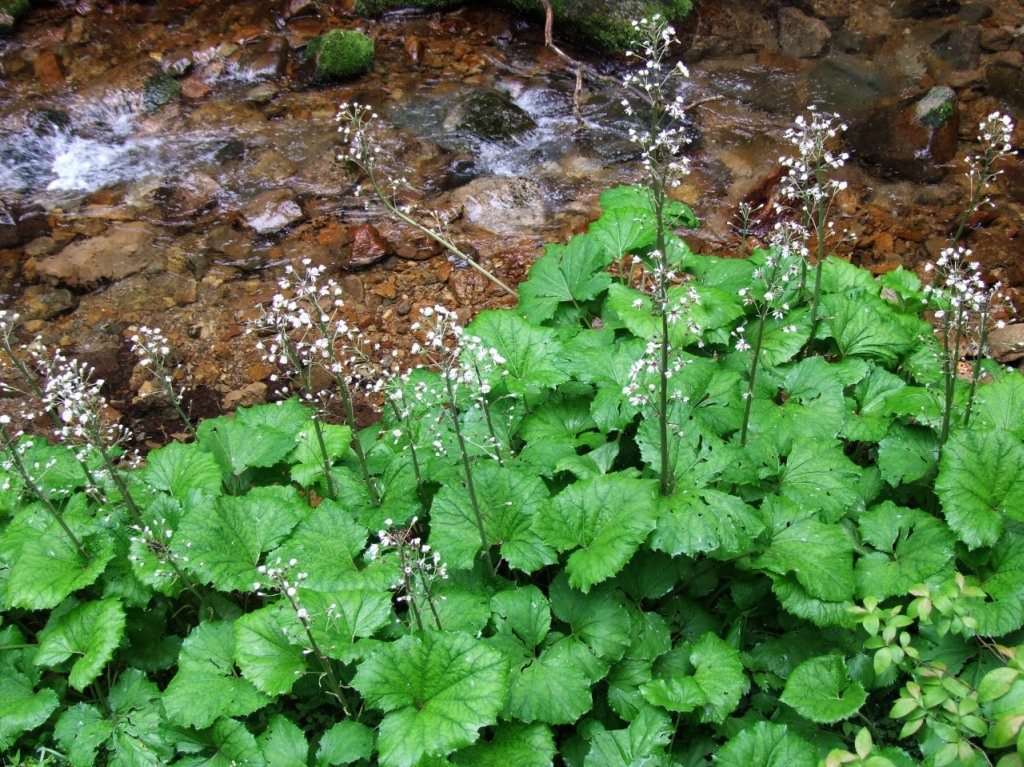
Petasites kablikianus
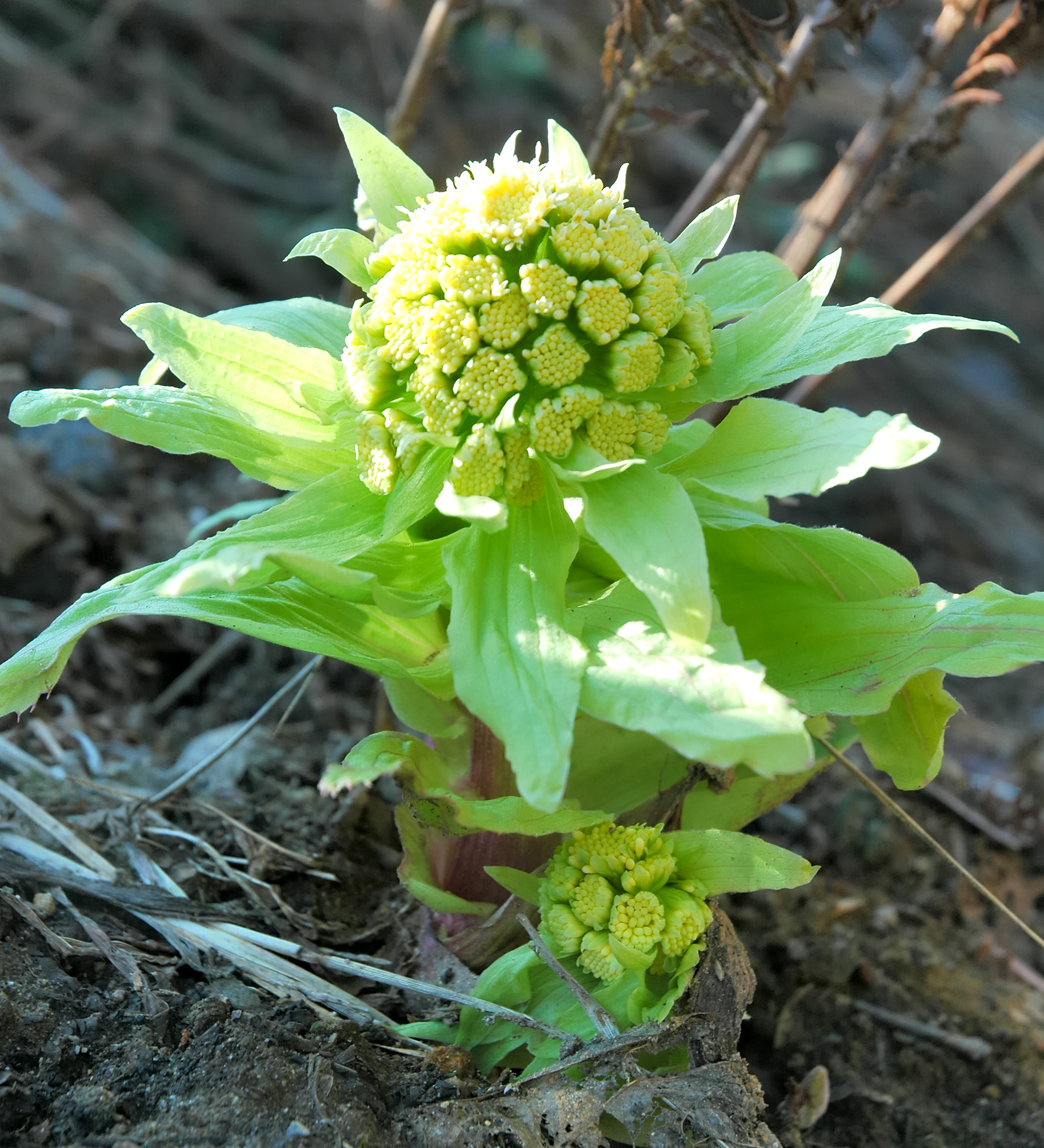
Petasites japonicus
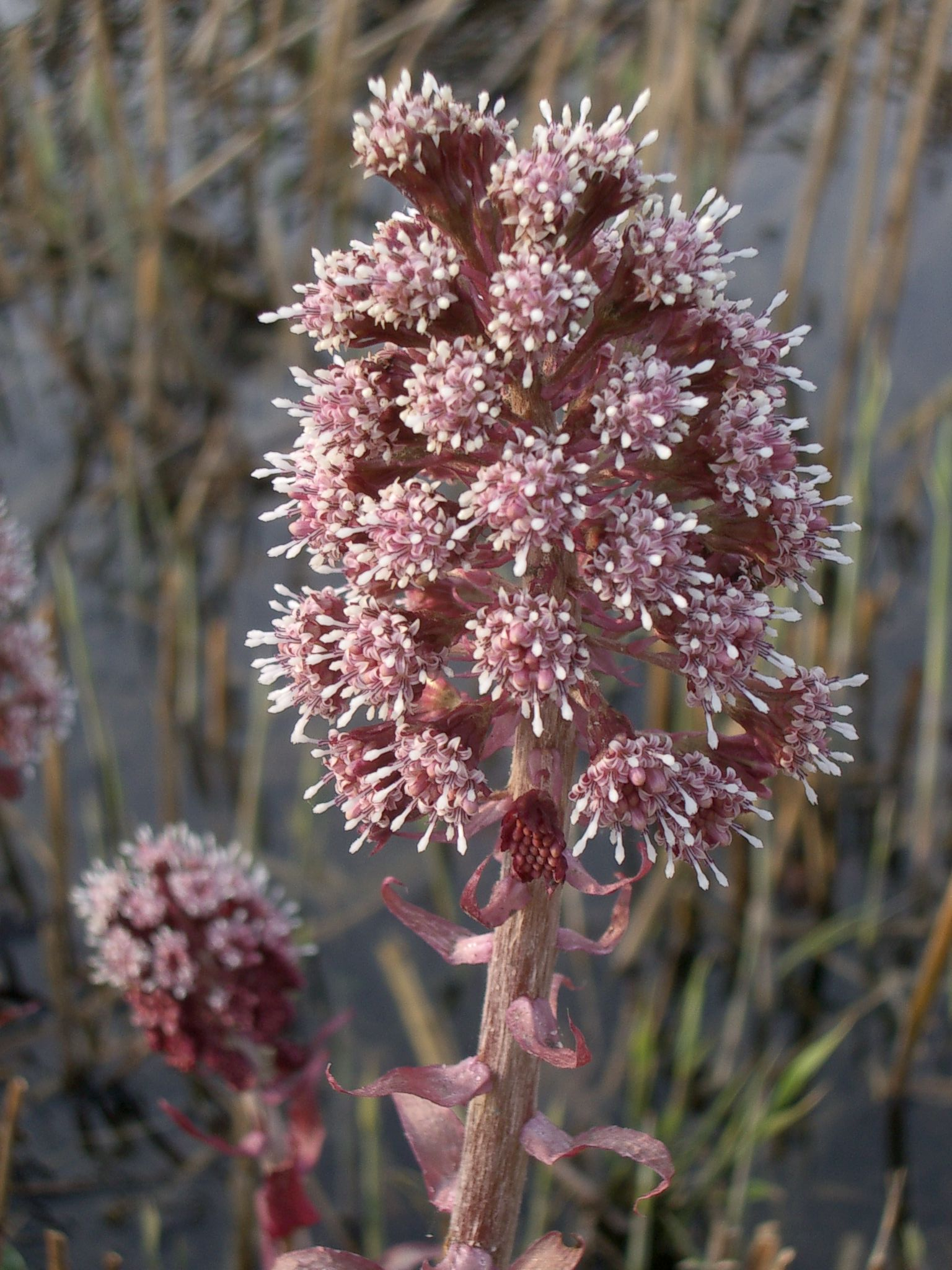
Petasites paradoxus
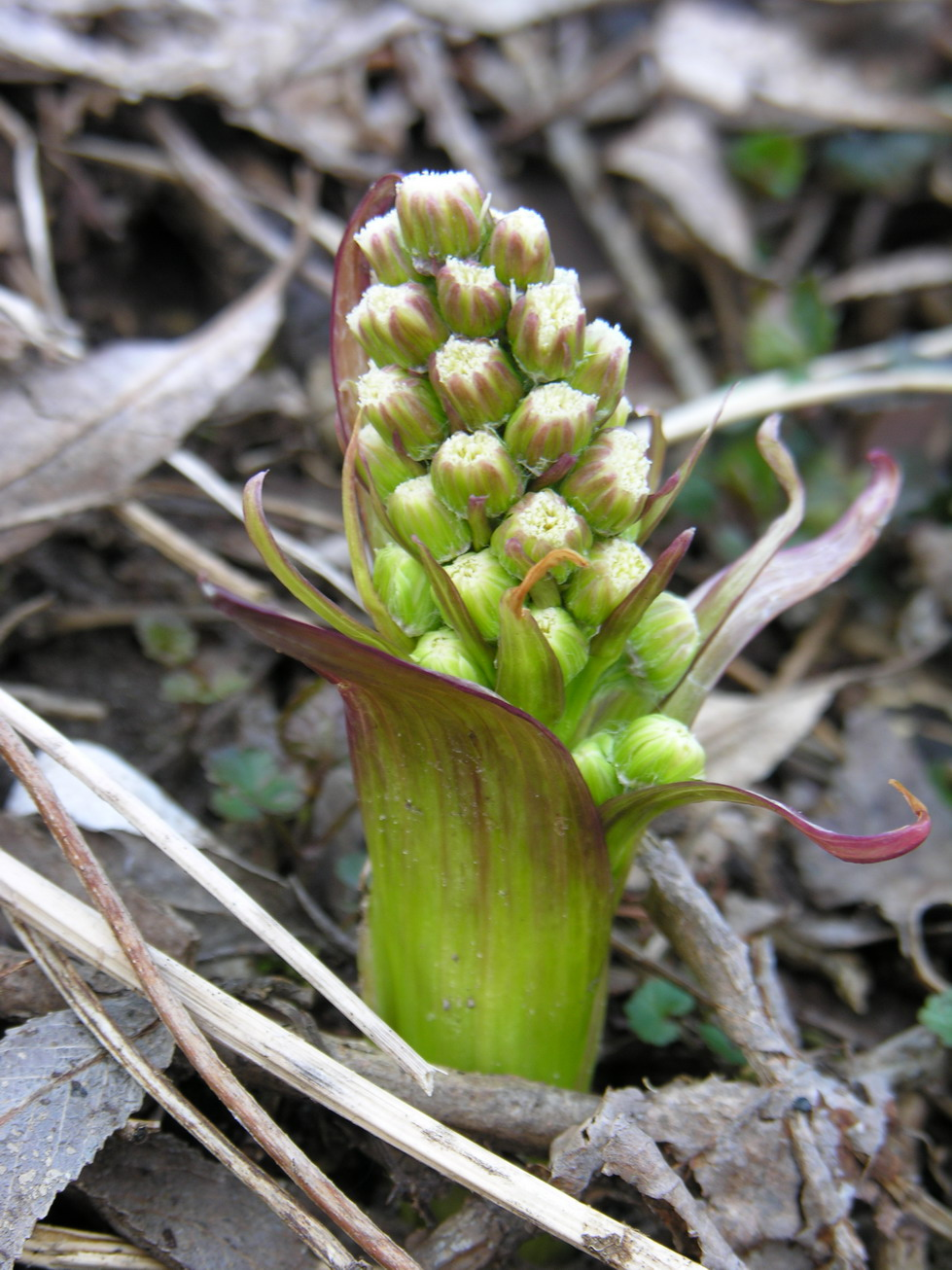
Petasites spurius
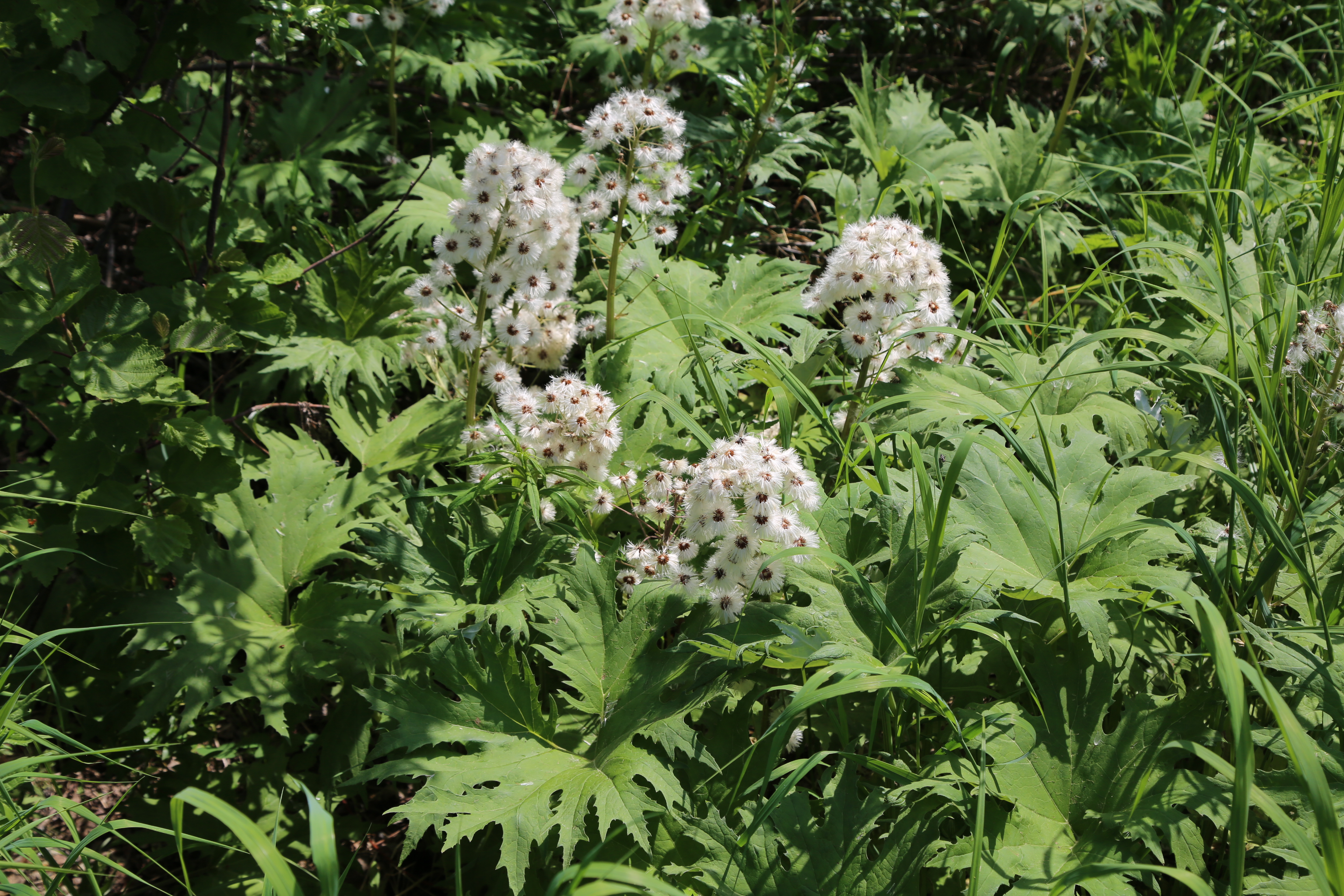
Petasites tatewakianus
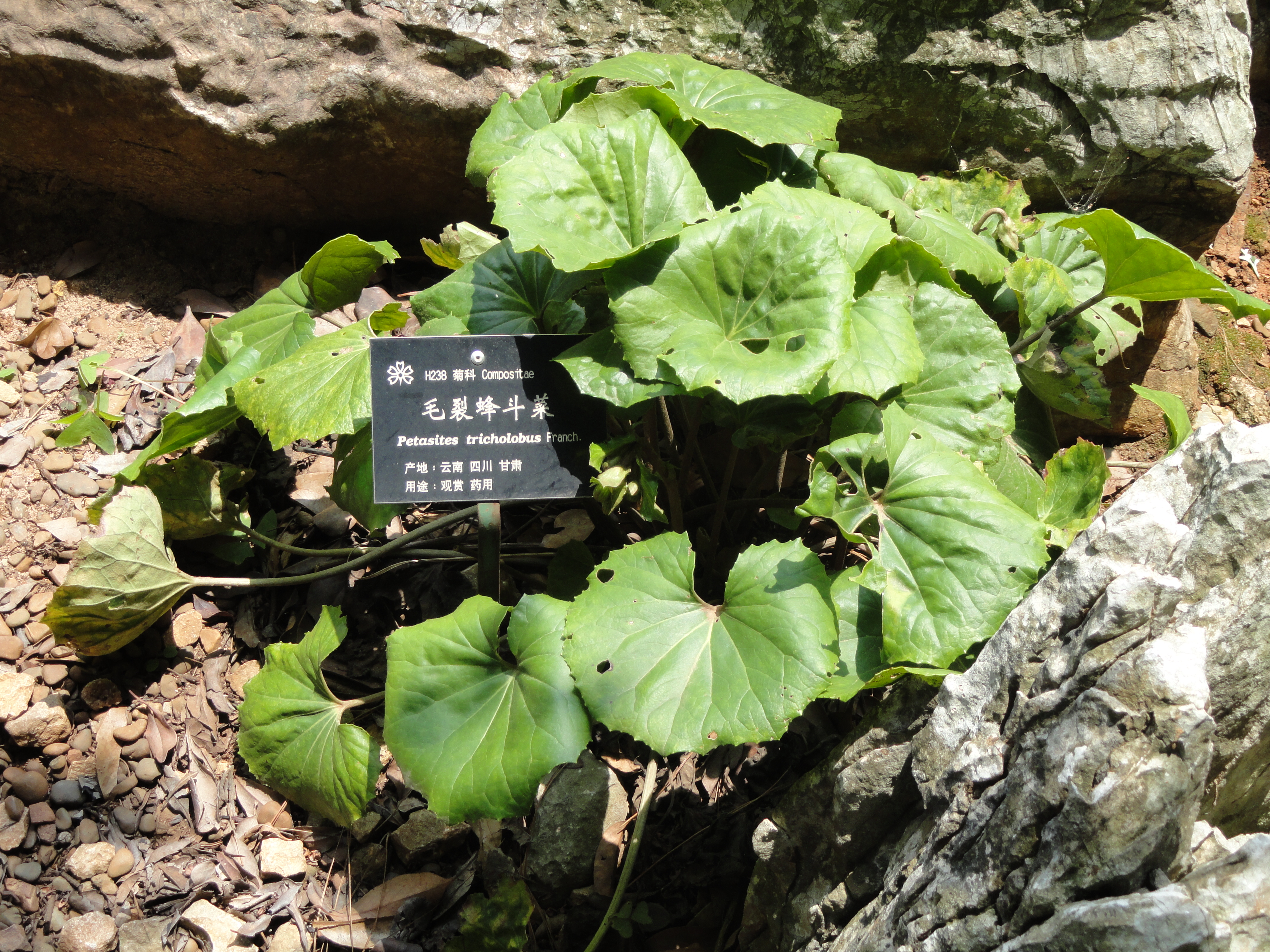
Petasites tricholobus